# ドイツ語訳聖書

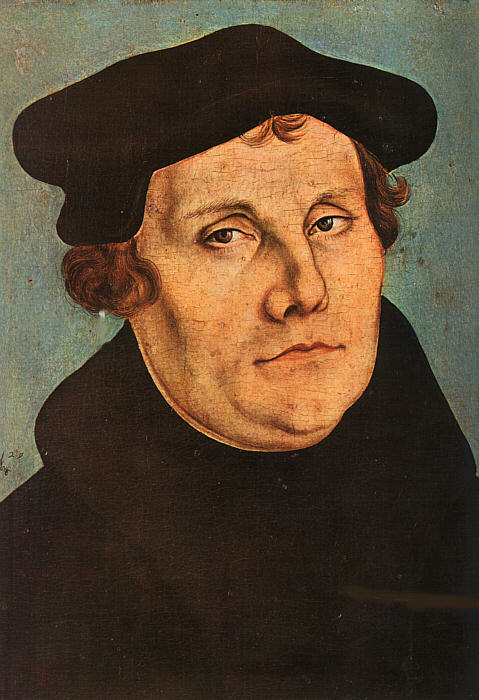
ドイツのマルティン・ルターのドイツ語翻訳は大きな影響を与えた。

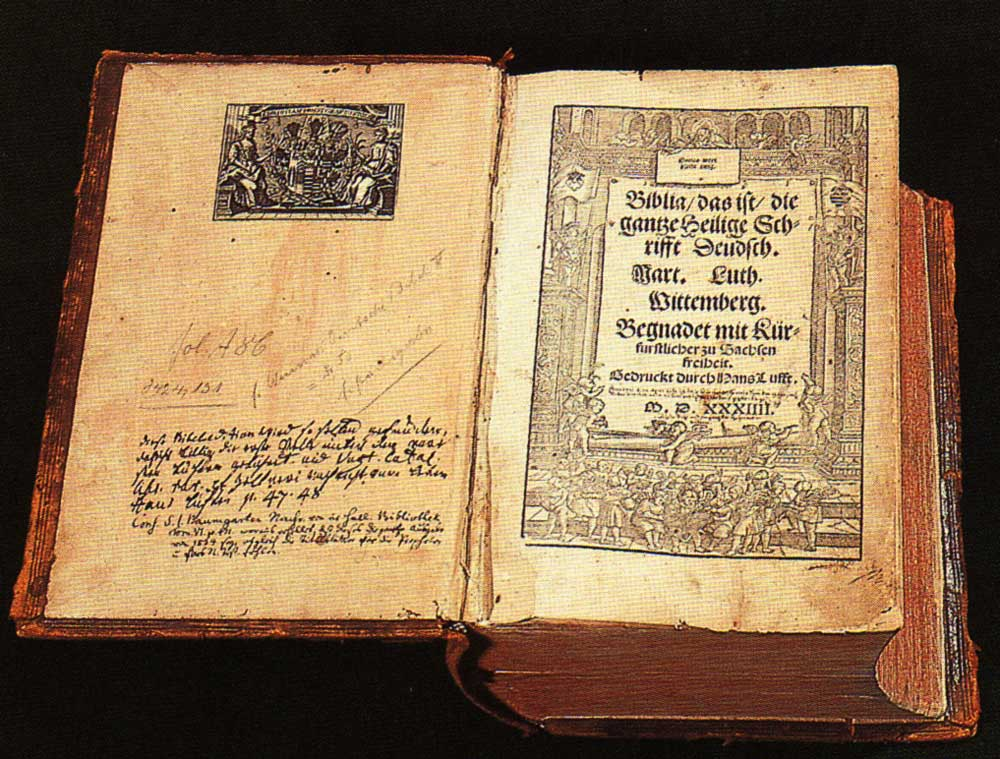
マルティン・ルターのいわゆる『ルター聖書』（1534年）

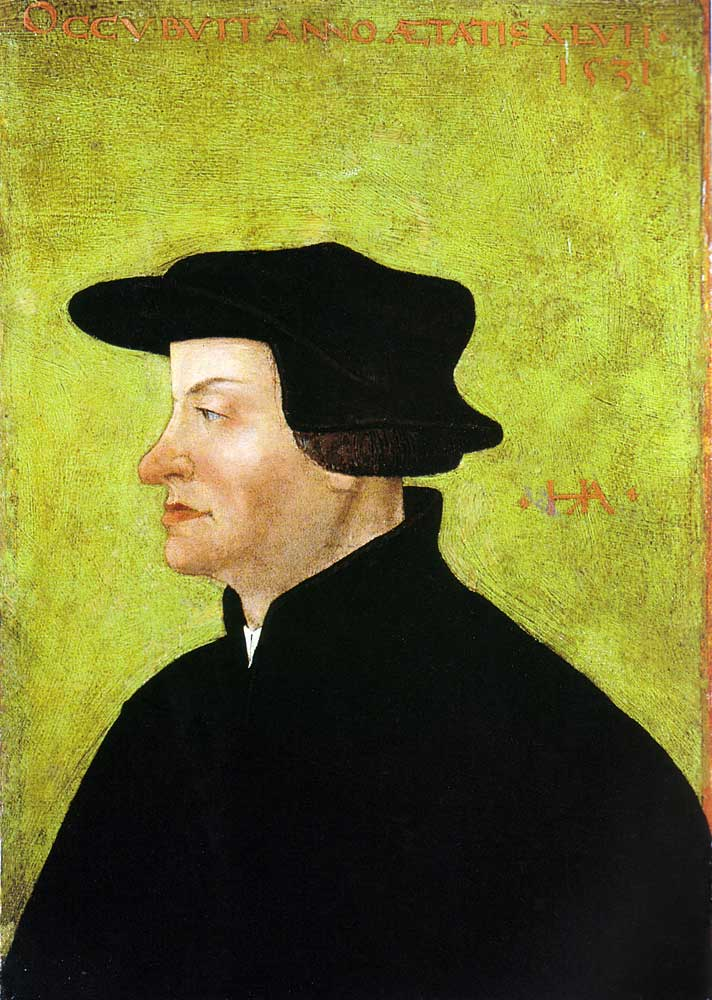
ルターと同世代の、スイスのフルドリッヒ・ツヴィングリがまずドイツ語翻訳を完成している。

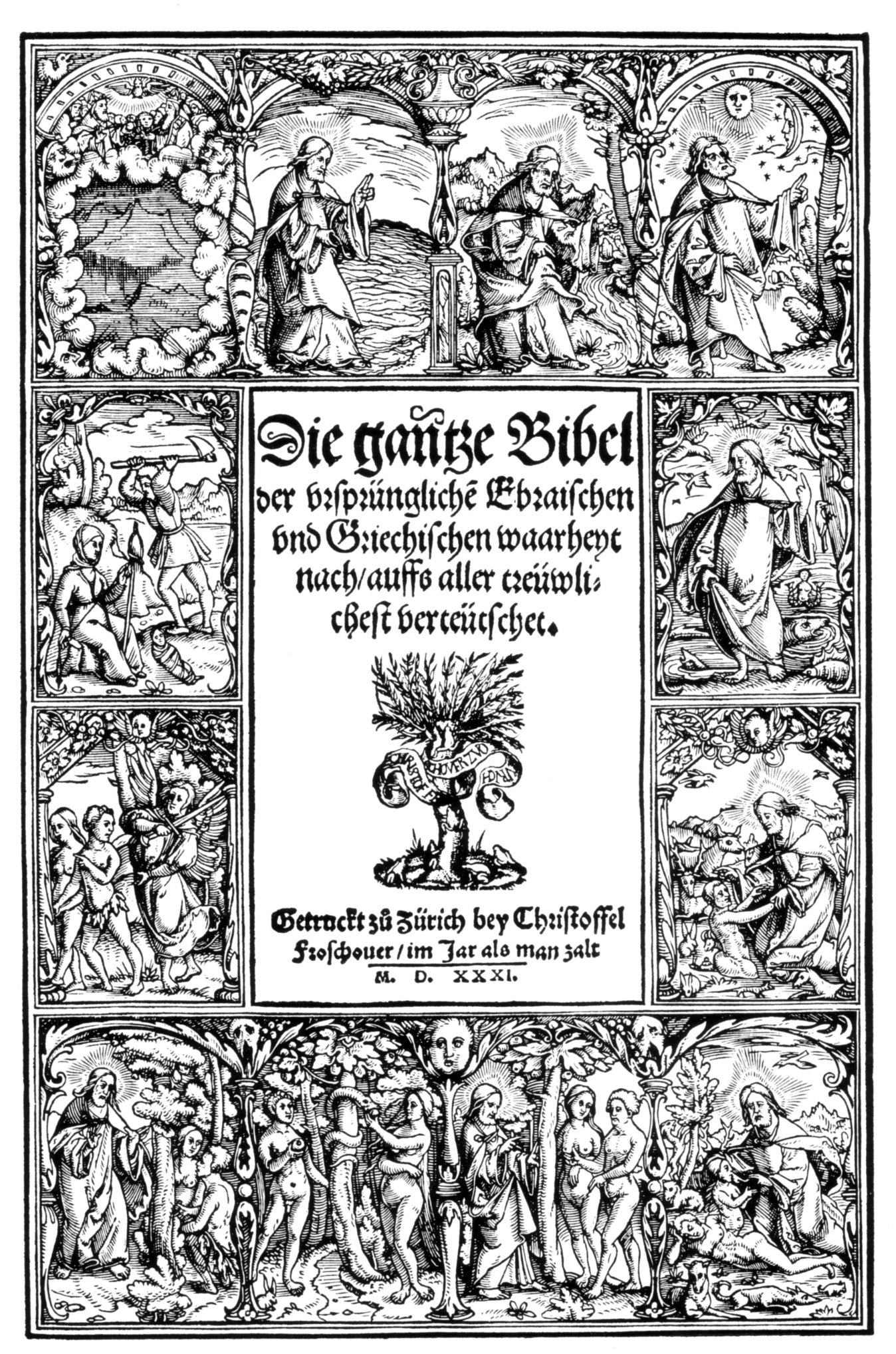
フルドリッヒ・ツヴィングリによる『チューリッヒ聖書』の表紙

ドイツ語訳聖書（ドイツごやくせいしょ）は、キリスト教聖書のドイツ語への翻訳である。これは中世からおこなわれてきたが、17世紀中ごろの高地ドイツ語に翻訳された『ルター聖書』がドイツ語訳聖書に一番大きな影響を与えた。

## ルター聖書以前の翻訳
4世紀にウルフィラがギリシャ語からゴート語への翻訳を行ない、現在使われているドイツ語のキリスト教用語を決めている。後に、フランク王国のカール大帝も聖書の西ゲルマン語への翻訳を薦めている。13世紀から14世紀にはすでに聖書の翻訳は進められていて、例えば新約聖書は『アウクスブルク聖書』（1350年）、『ヴェンツェル聖書』（Wenzelsbibel、1389年）ができていた。

## 印刷された聖書
15世紀には（多量に）印刷されたドイツ語訳聖書がすでに出回っていた。それらのリストは上記Wikipedia英語版記事の節に見ることができる。

## ルター聖書
スイスのフルドリッヒ・ツヴィングリがまずドイツ語翻訳を完成していて、『チューリッヒ聖書』と呼ばれている。これはチューリッヒのフロシャウアー印刷所で1531年ごろ絵入りで評判の聖書としても出版されたので、『フロシャウアー聖書』とも呼ばれた。
ドイツ語への聖書翻訳においてもっとも大きな重要度と影響を持ったのは『ルター聖書』であった。マルティン・ルター（1483年 - 1546年）の翻訳がドイツ語の発展に与えた影響は、しばしば、KJV（『ジェイムズ王欽定訳聖書』）が英語に対し与えた影響と比較される。ルター訳聖書は1986年の改訂を経て現在も使用されている。この改訂があったにもかかわらず、使われているドイツ語はなおどこか古風であり、それ故、ドイツ語翻訳聖書を使ってドイツ語を学ぼうと企図する母語話者でない者にとっては、適切なテキストではない。

## ルター聖書以降
『ルター聖書』以降も、ヨハネス・ピスカトルなどによる、おもに新約聖書の様々なドイツ語訳が出ている。その中でも、ドイツのユダヤ人哲学者・啓蒙思想家のモーゼス・メンデルスゾーンによる『タナハ』（つまり『旧約聖書』）の一部分（「モーゼ五書」と『詩編」）のドイツ語翻訳（1783年）も出版されていて、これはキリスト教徒にも感謝されている。

## 現代訳聖書
もう一つの翻訳は、カトリック教会の『統合訳聖書』（Einheitsübersetzung、1962年 - 1980年）がある。この翻訳は、ドイツ語を話すカトリックの全司教区で共通に使用される最初の翻訳聖書であるため、このように呼ばれている。『統合訳聖書』の新約聖書と詩篇の訳文テクストは、ローマ・カトリックとプロテスタントの学者からなる委員会において合意されたもので、ローマ・カトリックとプロテスタントの双方の信徒による使用を意図したものである。とりわけエキュメニズム（普遍教会運動）での有益性が意図されている。その一方で、残りの旧約聖書の部分は、ローマ・カトリックの伝統に従った翻訳を意図している。しかし、ドイツのプロテスタント教会は、『統一訳聖書』の目下の改訂に対しては、協力の継続を拒否している。
現代訳としては『新福音訳聖書』 (Neue Evangelische Übertragung) もある。この翻訳プロジェクトはカール・ハインツ・ファンハイデンによって主導されており、この翻訳はファンハイデンのウェブサイトにMSワードのファイル形式で一般公開され、訂正や修正提案がオープンに呼びかけられている。この新福音版が目指すところは、非キリスト教徒にも理解できる聖書を作るということであり、言葉の明快さに重きを置いている。まず新約聖書が完成し、後に旧約聖書も完成して、2010年には出版されている。

## その他のドイツ語訳聖書
他によく知られたドイツ語聖書としては、エルバーフェルダー聖書（Elberfelder）、シュラフター（Schlachter）、ブバー・ローゼンウィッヒ聖書（Buber-Rosenzweig、旧約のみ）、パトロッホ聖書（Pattloch）、ヘルダー聖書（Herder）、『全ての希み聖書』（Hoffnung für Alle）、『良い知らせ聖書』（Die Gute Nachricht、『グッドニューズバイブル』のドイツ語版）、その改訂版のGute Nachricht Bibel、バシースビーベルがある。

## 聖書のドイツ語比較
| ドイツ語訳                                 | Johannes 3:16 |
| ------------------------------------------ | --- |
| ルター聖書 Luther                          | Also hat Gott die Welt geliebt, daß er seinen eingeborenen Sohn gab, auf daß alle, die an ihn glauben, nicht verloren werden, sondern das ewige Leben haben.                   |
| 統合訳聖書 Einheitsübersetzung             | Denn Gott hat die Welt so sehr geliebt, daß er seinen einzigen Sohn hingab, damit jeder, der an ihn glaubt, nicht zugrunde geht, sondern das ewige Leben hat.                  |
| 新福音訳聖書 Neue Evangelische Übertragung | Denn so hat Gott der Welt seine Liebe gezeigt: Er gab seinen einzigen Sohn dafür, dass jeder, der an ihn glaubt, nicht zugrunde geht, sondern ewiges Leben hat.                |
| 良い知らせ聖書 Gute Nachricht Bibel        | Gott hat die Menschen so sehr geliebt, dass er seinen einzigen Sohn hergab. Nun werden alle, die sich auf den Sohn Gottes verlassen, nicht zugrunde gehen, sondern ewig leben. |
| バシースビーベル Basisbibel                | Denn so sehr hat Gott die Welt geliebt, dass er seinen einzigen Sohn für sie hingab.Jeder, der an ihn glaubt, soll nicht verloren gehen,sondern das ewige Leben haben.         |

日本語では：神は、その独り子をお与えになったほどに、世を愛された。御子を信じる者が一人も滅びないで、永遠の命を得るためである（聖書 聖書協会共同訳）。

## 参照項目
- 聖書翻訳
- 言語別聖書の一覧
- フェロー語訳聖書